# Curvelândia
Curvelândia – miasto i gmina w Brazylii, w stanie Mato Grosso.